# Wilhelm Wohlgemuth (Maler)

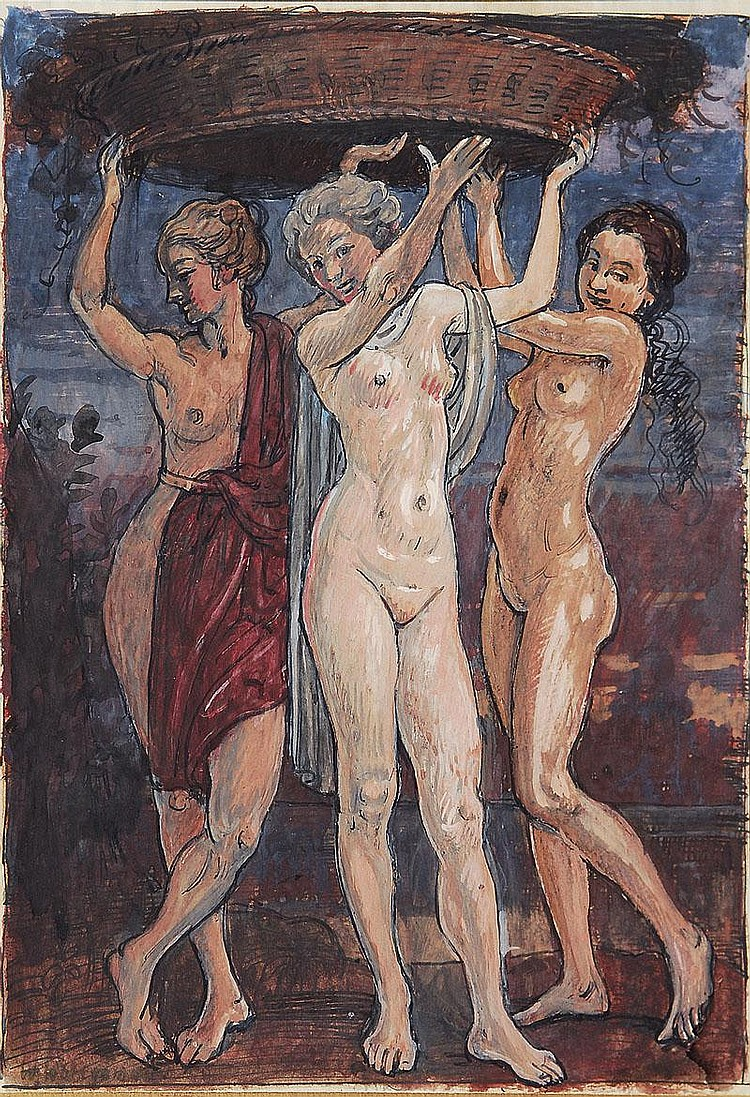
Drei Grazien, ca. 1900

Wilhelm Wohlgemuth (* 1870 in Paris; † 1942 in Rom) war ein deutscher Maler, Zeichner und Graphiker.
Wohlgemuth studierte seit dem 18. Oktober 1887 an der Königlichen Akademie der Künste in München bei Johann Caspar Herterich. Nach dem Studium unternahm er eine Studienreise nach Italien, war danach zeitweilig in Dresden und Frankfurt am Main tätig. 1898 ließ er sich in Rom nieder und blieb dort lebenslang.
Wohlgemuth war Mitglied der Allgemeinen Deutschen Kunstgenossenschaft und der Freien Künstlervereinigung Baden. In seinem Schaffen spielte das Tier-Mensch-Verhältnis eine wichtige Rolle.
In Günterstal, dem südlichsten Stadtteil von Freiburg im Breisgau errichtete in den Jahren 1906 bis 1913 der Bruder von Wilhelm, Oberamtsrichter August Wohlgemuth, eine große Villa im toskanischen Stil nach dem Entwurf vom Baurat Fritz Seitz (Villa Wohlgemuth). Wilhelm schuf Wandmalereien mit einem Zyklus der vier Jahreszeiten. August Wohlgemuth verkaufte im Jahre 1927 sein Anwesen an die neugegründete Kongregation der Benediktinerinnen von St. Lioba von Tauberbischofsheim.

## Veröffentlichungen
- Der Mensch als Tier. Zwölf Original-Steindrucke in Federmanier mit Tonplatten von Wilhelm Wohlgemuth mit einer Einführung von Jos. Aug. Beringer. Braun & Schneider, München 1919.